# Batšeba (Memling)
Batšeba v kopeli (ali Toaleta Batšebe po kopanju) so imena slike, ki jo je v 1480-ih poslikal z oljem na lesu umetnik staronizozemskega slikarstva Hans Memling, zdaj v Staatsgalerie, Stuttgart. Njegovo nenavadno tesno kadriranje in dejstvo, da je veliko podrobnosti odrezanih, kažejo, da gre za razbit del večjega, verjetno verskega panoja ali triptiha. Slika je redka upodobitev gole osebe v severnorenesančni umetnosti iz 15. stoletja; takšne figure so se po navadi pojavljale le v upodobitvah Poslednje sodbe in so bile komaj tako namerno erotične. Memlingu je pripisan še en posvetni goli portret, na srednji tabli njegove alegorija Vanitas iz okoli leta 1485 triptih Zemeljska nečimrnost in božansko odrešenje, v Musée des Beaux-Arts v Strasbourgu. V nasprotju z Batšebo je ta gola popolnoma izpostavljena, z vidnimi genitalijami.
Prikazuje Batšebo, ženo Urije Hetita in kasneje Davida, ki ji pomaga njena služkinja, ko se dvigne iz kopeli. Batšeba je gola, razen ogrinjala, v katerega jo bo služkinja kmalu zavila, vendar se ni povsem ovila okoli nje. Ženske so v zaprtih prostorih, vendar pred odprtim oknom, ki vodi na dvorišče in v nebo. Kopel, iz katere izvira Batšeba, je stebrasta, s streho iz oblazinjenega črnega žameta. Ob njeni desni nogi je majhen bel pes. V ozadju je videti kralja Davida in dečka, ki stojita na balkonu visoko zgoraj.
Služkinj obraz, obnašanje in oblačila močno vplivajo na upodobitve Device Marije Rogierja van der Weydna. Podobo Batšebe primerjajo s figuro Jana van Eycka v zdaj izgubljeni Ženski kopalki, čeprav je ta slika bolj alegorična kot pripovedna.

## SKlici
1. ↑   prej z datumom c 1484-5
2. ↑  Exum, 33
3. ↑  Ridderbos et al., 71